# Глибочок (Кам'янська сільська громада)
Глибочо́к — село в Україні, у Кам'янській сільській громаді Чернівецького району Чернівецької області.

## Географія
Відстань до міста Сторожинець — 4 км, до міста Чернівці — 20 км. Цікавою у селі є двометрова церква-вулик, яка розташована обабіч дороги Чернівці — Сторожинець.

## Історія
З 1991 року в складі незалежної України.

## Населення

### Мова
Розподіл населення за рідною мовою за даними :
| Мова            | Кількість | Відсоток |
| --------------- | --------- | -------- |
| українська      | 302       | 97.73%   |
| російська       | 5         | 1.62%    |
| інші/не вказали | 2         | 0.65%    |
| Усього          | 309       | 100%     |